# 伯恩哈杜斯·瓦伦纽斯
伯恩哈杜斯·瓦伦纽斯（德語：Bernhardus Varenius，1622年—1650年）也作伯恩哈德·瓦伦（Bernhard Varen）是一位德国地理学家。

## 生平
瓦伦纽斯早年（从1627年开始）在于尔岑度过，他的父亲是不伦瑞克公爵的宫廷传教士。瓦伦纽斯曾在汉堡高中（1640–1642）、柯尼斯堡（1643–1645）和萊頓（1645–1649）大学学习，并于1649年在莱顿攻读医学学位，致力于数学和医学。然后他定居阿姆斯特丹，打算行医。但阿贝尔·塔斯曼、威廉·斯考滕和其他荷兰航海家的最新发现，以及他与威廉·布劳和其他地理学家的友谊，吸引了瓦伦纽斯对地理的兴趣，开始研究地理学。
瓦伦纽斯把地理学分为普通地理学与特殊地理学两大分支，认为前者即通论地理学，以整个世界为对象，系统研究行星地球、气象、气候、水文、地貌等方面的自然地理一般规律；后者即区域地理学，应以全球性一般规律为指导，研究各个地区的自然与人文现象。著有《日本和暹罗王朝记》（Descriptio Regni Japoniae et Siam）和《普通地理学》（Geographia generalis）上卷。《普通地理学》对后来地理学思想发展起一定作用。
瓦伦纽斯于1650年在穷困潦倒中英年早逝，年仅28岁。